# Terminalia arenicola
Terminalia arenicola är en tvåhjärtbladig växtart som beskrevs av N.B. Byrnes. Terminalia arenicola ingår i släktet Terminalia och familjen Combretaceae. Inga underarter finns listade i Catalogue of Life.

## Bildgalleri

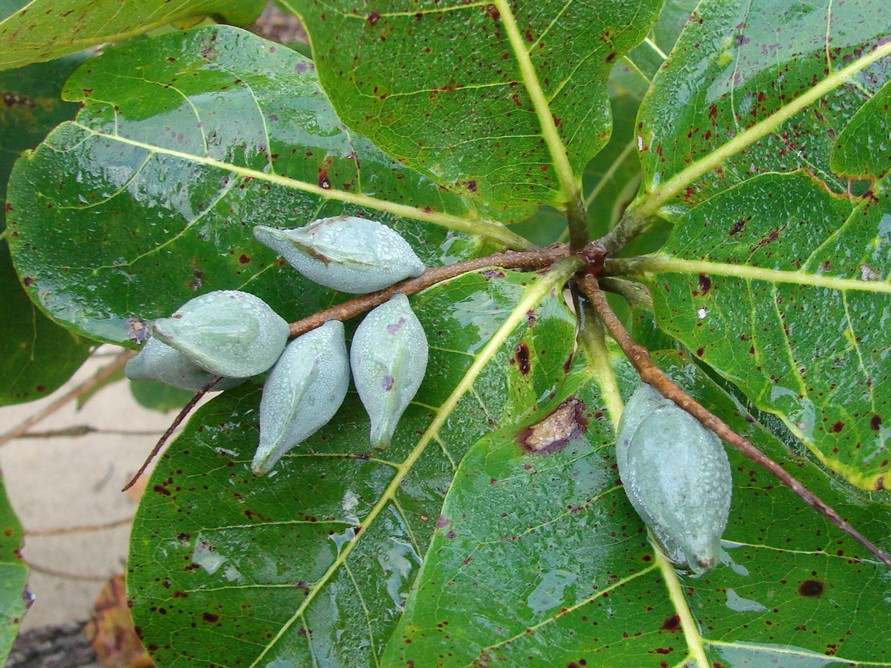
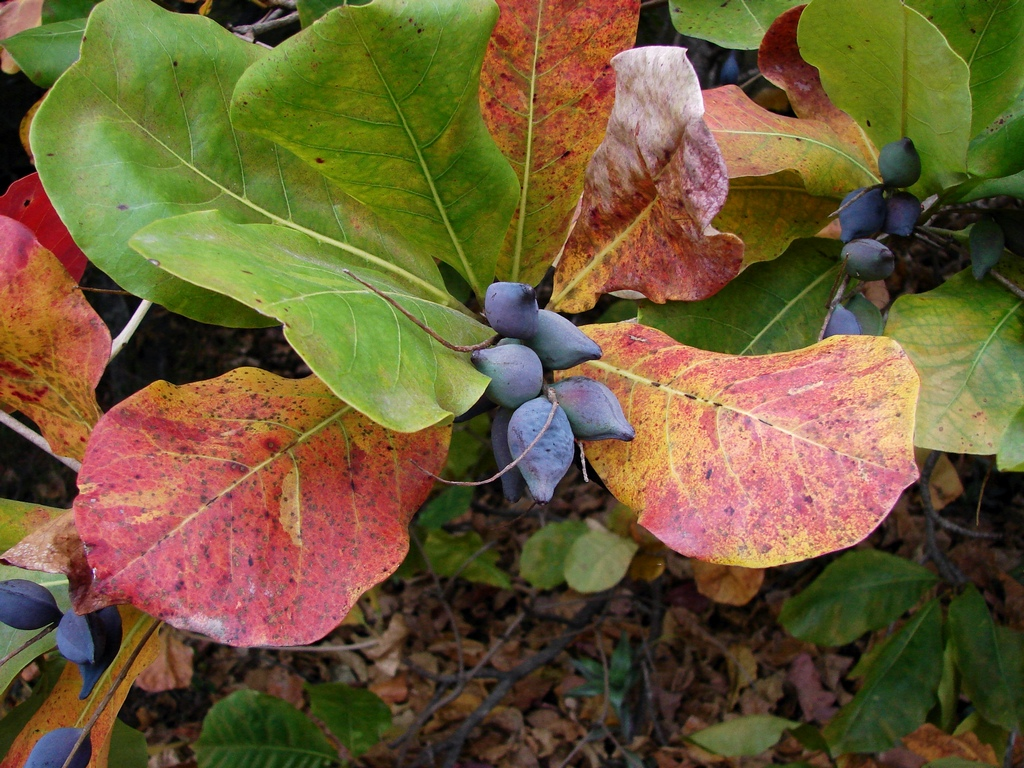